# General Gabriel Leyva
General Gabriel Leyva är en ort i Mexiko.   Den ligger i kommunen La Barca och delstaten Jalisco, i den centrala delen av landet, 400 km väster om huvudstaden Mexico City. General Gabriel Leyva ligger 1 544 meter över havet och antalet invånare är 203.
Terrängen runt General Gabriel Leyva är platt åt sydost, men åt nordväst är den kuperad. Runt General Gabriel Leyva är det ganska tätbefolkat, med 179 invånare per kvadratkilometer. Närmaste större samhälle är La Barca, 17,4 km söder om General Gabriel Leyva. Trakten runt General Gabriel Leyva består till största delen av jordbruksmark.